# 房后
房（?—?），祁姓，是西周第四代天子周昭王的王后，她是周穆王的母亲。房后是唐尧的长子丹朱的後裔。相传她因为祭祀丹朱，所以在梦中丹朱“授灵而孕”，之后生下太子满，就是后来的周穆王。